# Leszek Jamroziński
Leszek Jamroziński (ur. 29 marca 1958) – polski kajakarz, wicemistrz świata (1981).

## Kariera sportowa
Był zawodnikiem Warty Poznań i w czasie służby wojskowej Zawiszy Bydgoszcz. Jego największym sukcesem w karierze było wicemistrzostwo świata w 1981 w konkurencji K-4 10000 m (partnerami byli Andrzej Klimaszewski, Ryszard Oborski i Zdzisław Szubski). Na mistrzostwach świata w 1982 zajął w tej samej konkurencji 8. miejsce (w tym samym składzie).
Pięciokrotnie zdobywał tytuł mistrza Polski:
- K-2 500 m: 1980 (z Andrzejem Klimaszewskim)
- K-2 10000 m: 1979 (z Waldemarem Keisterem), 1980, 1981 i 1982 (w obu startach z Andrzejem Klimaszewskim)